# Adejeania honesta
Adejeania honesta là một loài ruồi trong họ Tachinidae.